# Eremobates marathoni
Eremobates marathoni är en spindeldjursart som beskrevs av Muma 1951. Eremobates marathoni ingår i släktet Eremobates och familjen Eremobatidae. Inga underarter finns listade i Catalogue of Life.